# Robert Diez

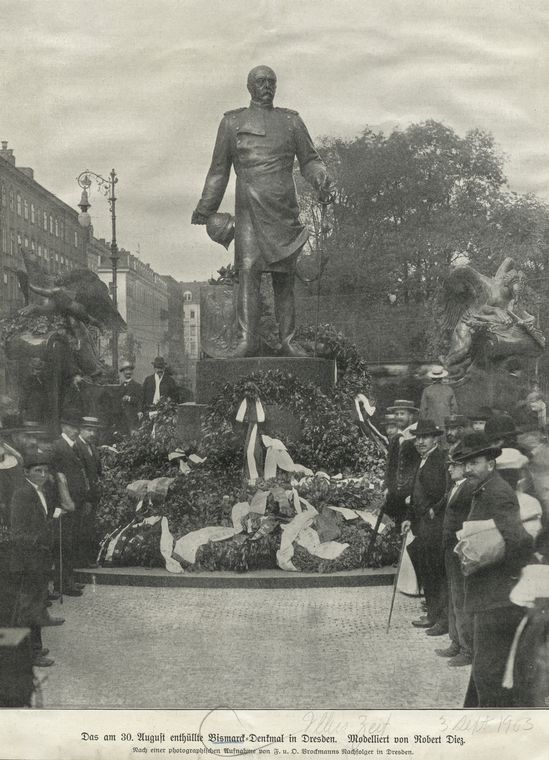
Monumentet av Otto von Bismarck i Dresden (i dag förstört)

Robert Diez, född 20 april 1844, död 7 oktober 1922, var en tysk skulptör.
Robert Diez var mestadels verksam i Dresden, dels som lärare vid konstakademin, dels som utövande konstnär i en dekorativ och monumental stil. Han utförde bland annat flera springbrunnar.